# Santa Isabel (Colón)
Santa Isabel es un corregimiento del distrito de Santa Isabel en la provincia de Colón, República de Panamá. La localidad tiene 284 habitantes (2010).